# کارل میلر (بازیگر)
کارل میلر (انگلیسی: Carl Miller؛ ‏ ۹ اوت ۱۸۹۳ – ۲۲ ژانویهٔ ۱۹۷۹) بازیگر اهل ایالات متحده آمریکا بود.
از فیلم‌ها یا برنامه‌های تلویزیونی که وی در آن نقش داشته‌است می‌توان به پسربچه، زن پاریسی، رَگِـدی رُز و در کالیفرنیای قدیم اشاره کرد.